# 局部域
在數學上，局部域是一類特別的域，它有非平凡的絕對值，此絕對值賦予的拓撲是局部緊的。局部域可粗分為兩類：一種的絕對值滿足阿基米德性質（稱作阿基米德局部域），另一種的絕對值不滿足阿基米德性質（稱作非阿基米德局部域）。在數論中，數域的完備化給出局部域的典型例子。

## 非阿基米德局部域
設{\displaystyle F}為非阿基米德局部域，而{\displaystyle |\cdot |}為其絕對值。關鍵在下述對象：
- 閉單位球：{\displaystyle \{a\in F:|a|\leq 1\}}，或其整數環{\displaystyle {\mathcal {O}}}，這是個緊集。
- 整數環裡的單位元素：{\displaystyle {\mathcal {O}}^{\times }=\{a\in F:|a|=1\}}
- 開單位球：{\displaystyle \{a\in F:|a|<1\}}，這同時是其整數環裡唯一的極大理想，也記作{\displaystyle {\mathfrak {m}}}。

上述對象與賦值環的構造相呼應；事實上，可證明必存在實數{\displaystyle 0<c<1}及離散賦值{\displaystyle v:F^{\times }\rightarrow \mathbb {Z} }，使得
{\displaystyle \forall a\in F\;c^{v(a)}=|a|}.
可取唯一的{\displaystyle c}使得{\displaystyle v}為滿射，稱之為正規化賦值。
從此引出非阿基米德局部域的另一個等價定義：一個域{\displaystyle F}，帶離散賦值{\displaystyle v:F^{\times }\rightarrow \mathbb {Z} }，使得{\displaystyle F}成為完備的拓撲域，而且剩餘域有限。
這類局部域的行為可由局部類域論描述。

## 分類
局部域的完整分類如次：
- {\displaystyle \mathbb {R} ,\mathbb {C} }。這些是阿基米德局部域。
- p進數域{\displaystyle \mathbb {Q} _{p}}的有限擴張。這些是特徵為零的非阿基米德局部域。
- {\displaystyle \mathbb {F} _{q}((T))}的有限擴張（其中{\displaystyle \mathbb {F} _{q}}表有q個元素的有限域）。這些是特徵非零的非阿基米德局部域。

## 文獻
- Milne, James, Algebraic Number Theory.
- Serre, Jean-Pierre. . Hermann. 1968.